# Lotte Genzsch
Lotte Genzsch (* 1907 in Hamburg; † 2003 ebenda) war eine deutsche Fotografin.

## Biografie
Ihre fotografische Ausbildung erhielt Lotte Genzsch von 1927 bis 1929 in der Berliner Berufsfachschule des Lette-Vereins zur Förderung der Erwerbsfähigkeit des weiblichen Geschlechts. Nach ihrer abgeschlossenen Gesellenprüfung war sie bis 1933 freischaffend tätig. Anschließend unterhielt sie ein Gemeinschaftsatelier mit Elsbeth Weidmann in Blankenese bei Hamburg. Nach der Meisterprüfung 1936 in Hamburg eröffnete Lotte Genzsch ein eigenes Atelier in der Friedrich-Leghan Straße 2, welches sie mit dem Schwerpunkt Porträt bis zur Kündigung der Räume durch den Eigentümer im Jahr 1960 führte. In der Nachkriegszeit hatte sie für dreieinhalb Jahre die Theaterfotografin Rosemarie Clausen (1907–1990) in ihrem Atelier aufgenommen.
Das Jahr 1960 markierte das Ende der fotografischen Arbeit von Lotte Genzsch zu Gunsten einer vollständigen beruflichen Neuorientierung. Im Zuge der Atelierauflösung ging ein großer Teil ihrer Arbeiten verloren. 1961 baute Lotte Genzsch die Beschäftigungstherapie mit dazugehöriger Werkstätte in der Tuberkuloseheilstätte Borstel auf.
Mit dem Ende ihrer dortigen Berufstätigkeit 1972 kehrte sie nach Hamburg zurück und zog in den achtziger Jahren ins elterliche Haus nach Klein-Flottbek.

## Werk
Für Lotte Genzsch wurde die Fotografie in der Aufbruchstimmung der Weimarer Republik zum künstlerischen Mittel. Die Kamera und das Fotografenhandwerk eröffneten Frauen in dieser Zeitspanne Berufsperspektiven in dem sich neu entwickelnden Berufsfeld des Journalismus und Möglichkeiten zur schöpferischen Tätigkeit.
Neben der jahrelangen Arbeit als Porträtfotografin, haben sich Fotografien aus den folgenden thematischen Bereichen erhalten: aus der Sach- und Werbefotografien, die während ihres Studiums entstanden sind und Bilder vom Hamburger Hafen. Sie war auch für die Presse tätig, was ein Bildbericht „‚Kistendorf‘ stabilisiert sich“, zu dem sie Bild und Text liefert, der die Entwicklung des Hamburger Ortsteils Fünfhausen, genannt Kistendorf, aus der illustrierten Beilage des auflagenstarken Hamburger Anzeigers belegt.

### Porträtfotografie
Genzschs Porträtaufnahmen entstanden zwischen 1936 und 1960 größtenteils in ihrem Fotoatelier in Blankenese. Im Museum für Kunst und Gewerbe Hamburg finden sich zwei Künstlerporträts von K.R.H. Sonderborg und A. Paul Weber, der Großteil der Porträtierten ist jedoch nicht namentlich bekannt. Die Lage des Ateliers weist auf eine bürgerliche Kundschaft hin. Der Bestand umfasst viele Kinderaufnahmen, damit entspricht sie den Erwartungen an ein Porträtstudio einer Fotografin, denn die Kinderaufnahme sah man als typisch weibliches Genre. In ihren Porträts konzentriert sie sich meist auf das Gesicht der Dargestellten als Ausdrucksträger. Das Wesen der Person, deren Individualität der Persönlichkeit glaubt sie in der Physiognomie der Gesichter zu finden. Der Blick der Porträtierten führt häufig durch die zur Seite gedrehte Kopfhaltung an der Kamera vorbei aus dem Bildausschnitt heraus und Genzsch verstärkt durch das häufig dramatisch von einer Seite gesetzte Licht die Gesichtskonturen.

### Sachfotografie
In ihrer Sachfotografie war Lotte Genzsch besonders an den Oberflächen und grafischen Eigenschaften von Design-Gegenständen des Haushalts wie einer Porzellantasse oder einer Streichholzschachtel interessiert. In ihnen zeigt sich der Stil des Neuen Sehens, der ungewohnte Blickwinkel auf neu interpretierte Gebrauchsgegenstände brachte.

### Arbeitswelt
Schwere Arbeit im Fleet (um 1930) 
 Silbergelatinepapier (auf Karton kaschiert) 
 Bildmaß: Höhe: 22,5 cm; Breite: 15,8 cm 
 Museum für Kunst und Gewerbe,  Sammlung: Fotografie und neue Medien

Link zum Bild

Fasziniert vom besonderen Licht im „Venedig des Nordens“ setzte Genzsch mit ihren um 1932 im Hamburger Hafen entstandenen Aufnahmen den Arbeitern ein Denkmal. Ihre Sichtweise macht diese Werke zu Zeugnissen einer vergangenen Zeit, als Handel und Schifffahrt noch von menschlicher Arbeitskraft bestimmt waren.
Arbeiten wie „Schwere Arbeit im Fleet“, „Deutsche Werft“ und „Schweißen im Schiff“ zeigen den Übergang zwischen der Stilrichtung der Kunstfotografie, die sich bereits für die Materialität des Gesehenen mitsamt den Lichtreflexen zu interessieren begann, und dem Neuen Sehen, das durch prägnante Anschnitte und dynamische Schrägen Bewegung ins Bild bringt. Untersicht ist das Gestaltungsmittel für viele der im Hafen entstandenen Fotografien, auf denen die monumentalen, konstruktivistisch anmutenden Stahlkonstruktionen die Männer zwergenhaft werden lassen. In den Aufnahmen sind die einzelnen, Kraft erfordernden Arbeitsschritte der Hafenarbeiter festgehalten in einer Dingwelt, deren Oberflächen haptisch anmutend den Blick faszinieren. Das Licht spielt durch die vielen Helldunkelkontraste eine bedeutende Rolle.
Um 1935 entstanden Arbeiten im Hamburger Zentralschlachthof, auf denen Lotte Genzsch Schweineschlachter bei der Arbeit aus der Nähe fotografierte.

### Arbeitsweise
Während sie klassische und repräsentative Porträts fertigt, nutzt sie für diese Reportagen eine moderne Kleinbildkamera, die der Fotografin schnelle Reaktionen erlaubt und gleichzeitig neue Möglichkeiten der Bildgestaltung eröffnet. Viele Hafenbilder fotografiert Genzsch aus der Vogelschau und gliedert den Bildraum durch dynamische Diagonalen. Einen Hinweis auf konkrete Auftraggeber liefern Genzschs Sach- und Reportagefotografien nicht.

## Sammlung und Nachlass
Der Großteil des Nachlasses befindet sich im Museum für Kunst und Gewerbe Hamburg und vereinzelt im Privatbesitz der Familie. In der Sammlung befinden sich seit 2007 118 Fotografien.

## Ausstellungen
Bereits während ihrer Ausbildungszeit wird Genzschs künstlerischer Anspruch an die Fotografie deutlich. Die Hamburger Porträtfotografin Anny Breer stellte in ihren Räumlichkeiten zwischen 1927 und 1943 verschiedene Künstlerinnen aus. 1932 und 1933 zeigt sie Fotos von Lotte Genzsch.
Ab den 1990er Jahren und in den 2010er Jahren wird das Werk in verschiedenen Einzel- und Gruppenausstellungen u. a. im Museum für Kunst und Gewerbe Hamburg und dem Suermondt-Ludwig-Museum Aachen wiederentdeckt.

### Einzelausstellungen
- Lotte Genzsch, Gemeindehaus der Ev. Kirchengemeinde Klein-Flottbek, Hamburg-Nienstedten, 1994, H-Net Discussion Networks – ANN: Exhibition "Lotte Genzsch"
- Lotte Genzsch – Spiegel der Zeit. Fotografien der Jahre 1930 bis 1960, GAFF Galerie fuer Fotografie in Rotenburg/Wuemme, 1995, H-Net Discussion Networks – ANN: Exhibition "Lotte Genzsch"
- Lotte Genzsch – Hamburgs Hafen in den dreissiger Jahren, Museum für Kunst und Gewerbe Hamburg, 2001 / 2002[5]

### Gruppenausstellungen
- Kein Ausstellungstitel überliefert, Ausstellungsräume von Anny Breer, 1932–1933, Frauenbiografien Hamburg – hamburg.deHamburger Frauenbiografien-Datenbank
- Eine Frage der Zeit. Vier Fotografinnen im Hamburg der Zwanziger Jahre, Museum für Kunst und Gewerbe Hamburg, 2010, Exhibition Eine Frage der Zeit – artist, news & exhibitions – photography-now.com
- THE DAY WILL COME, When we share more than ever (6. Phototriennale), Museum für Kunst und Gewerbe Hamburg, 2015 When We Share More Than Ever | MK&G (mkg-hamburg.de)
- Blicke, die bleiben. Fotografische Porträts aus der Sammlung Fricke, Suermondt-Ludwig-Museum Aachen, 2018, Blicke, die bleiben – Suermondt-Ludwig-Museum
- Ausstellung Wiki Women – Wissen gemeinsam ergänzen, Museum für Kunst und Gewerbe Hamburg, 2023[17]